# Hadena khasiana
Hadena khasiana là một loài bướm đêm trong họ Noctuidae.